# Tísek
Tísek är en ort i Tjeckien. Den ligger i den östra delen av landet, 260 km öster om huvudstaden Prag. Tísek ligger 424 meter över havet och antalet invånare är 902.
Terrängen runt Tísek är lite kuperad. Runt Tísek är det ganska tätbefolkat, med 214 invånare per kvadratkilometer. Närmaste större samhälle är Ostrava, 19,7 km öster om Tísek. Trakten runt Tísek består till största delen av jordbruksmark.